# Óleo de mostarda

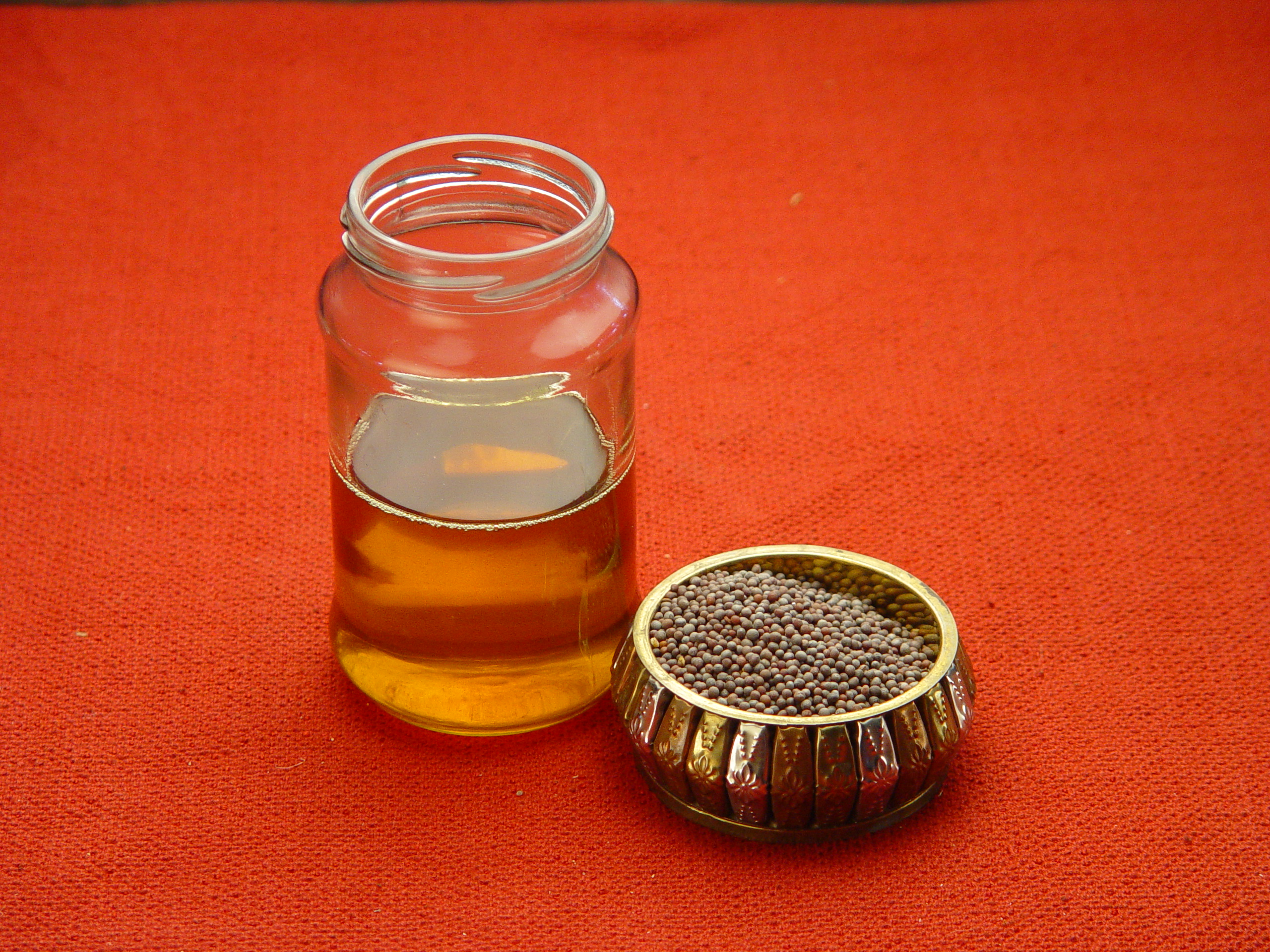
Óleo de mostarda e sementes

Óleo de mostarda é a designação dada a três óleos, obtidos de formas distintas a partir de sementes de mostarda: um óleo vegetal obtido por prensagem; um óleo essencial resultante da moagem das sementes, seguida de mistura com água e extração por destilação; e um óleo produzido por meio da infusão de extracto de semente de mostarda noutro óleo vegetal, como o óleo de soja.
As sementes de mostarda contêm cerca de 30% de lípidos e todas as variedades de mostarda podem ser utilizadas para a produção de óleo de mostarda. O perfil lipídico do óleo de mostarda é o seguinte: monoinsaturados 60% dos quais 42% de ácido erúcico e 12% de ácido oleico; polinsaturados 21% dos quais 6% de omega-3 e 15% de omega-6 e saturados 12%.
O óleo de mostarda tem um odor forte e um sabor algo picante. É muito utilizado nas culinárias da Índia e Bangladesh. Na Europa e Estados Unidos da América é apenas comercializado para uso externo, não sendo permitido o seu uso alimentar, devido ao seu alto teor em ácido erúcico, antes considerado tóxico para humanos.
O óleo de mostarda produzido por mistura das sementes com água é tóxico e irritante para a pele e mucosas devido à presença de isotiocianato de alilo.